# Yepoella crassistylis
Genre
Espèce
Yepoella crassistylis, unique représentant du genre Yepoella, est une espèce d'araignées aranéomorphes de la famille des Salticidae.

## Distribution
Cette espèce est endémique d'Argentine.

## Publication originale
- Galiano, 1970 : Descripcion de Yepoella, un nuevo género de Salticidae (Araneae). Revista del museo argentino de ciencias Naturales Bernardino Rivadavia (Zoologia), vol. 10, p. 155-173.